# 파나마주

파나마주의 위치

파나마주(스페인어: Provincia de Panamá)는 파나마 중부에 위치한 주로 주도는 파나마시티(파나마의 수도이기도 함)이며 면적은 9,166.4km2, 인구는 1,410,175명(2010년 기준)이다. 6개 구를 관할한다. 북쪽으로는 콜론주, 동쪽으로는 다리엔주와 쿠나데와르간디 특구, 남쪽으로는 태평양, 서쪽으로는 서파나마주와 접한다.

주기